# Sandra Day O'Connorová
Sandra Day O'Connorová (nepřechýleně O'Connor; 26. března 1930 El Paso, Texas – 1. prosince 2023 Phoenix, Arizona, USA) byla americká právnička, politička a první žena, která se stala soudkyní Nejvyššího soudu Spojených států, kterou byla od roku 1981 až do odchodu do důchodu v roce 2006. Do funkce byla nominována prezidentem Ronaldem Reaganem a její hlas byl často považován za rozhodující ve vyvážených případech Rehnquistova soudu i v začátcích Robertsova soudu.
Před příchodem na Nejvyšší soud byla soudkyní a volenou zastupitelkou v Arizoně. Byla první ženou, která se stala za republikánskou stranu předsedkyní Senátu státu Arizona. Po nominaci do Nejvyššího soudu byla v Senátu Spojených států potvrzena jednomyslně. 1. července 2005 oznámila svůj úmysl odejít do důchodu po potvrzení nominovaného nástupce. Samuel Alito byl nominován v říjnu 2005 a Sandru Day O'Connorovou ve funkci nahradil od 31. ledna 2006.
Jako umírněná republikánka, O'Connorová přistupovala ke každému případu beze snahy tvořit precedens. Nejčastěji hlasovala s konzervativním křídlem soudu. Často psala souhlasné názory, které však limitovaly dosah většinového názoru. Nejvýznamnější případy, k nimž psala většinový názor, zahrnují Grutter v. Bollinger a Hamdi v. Rumsfeld. Napsala také část většinového názoru per curiam v případu Bush v. Gore, a byla jednou ze tří spoluautorů většinového názoru v klíčovém případu Planned Parenthood v. Casey.
O'Connorová vyrůstala v Arizoně, na dobytkářském ranči svého otce. Právnické vzdělání získala na Stanfordově univerzitě, kde potkala i svého budoucího muže. Později ve Phoenixu v Arizoně. V době, kdy byla soudkyní Nejvyššího soudu, ji některé publikace řadily k nejvlivnějším ženám světa. 12. srpna 2009 jí prezident Barack Obama udělil Prezidentskou medaili svobody. Zemřela 1. prosince 2023 ve Phoenixu ve věku 93 let v důsledku komplikacích spojených s demencí a respiračním onemocněním.